# リガーレ仙台
リガーレ仙台（リガーレせんだい）は、宮城県をホームタウンとする女子バレーボールの社会人クラブチームである。2025-26シーズンはV.LEAGUE WOMENに所属。

## 概要
運営は「一般社団法人ネオバレーボールクラブ仙台」で、宮城県バレーボール協会理事長の遠藤健三が代表を務める。
2018年8月発足。2021-22シーズンよりV.LEAGUE DIVISION2参戦。
ホームタウンを宮城県仙台市、サブホームタウンを同県富谷市とする。
チーム名「リガーレ」は、ラテン語で「つなぐ」、「結ぶ」の意味で、たくさんのつながりを生み出し強い絆で結ばれるチームになるという想いが込められている。

## 来歴
2018年8月、宮城県仙台市で昨年6月まで活動していた仙台ベルフィーユの関係者が中心となって同市に設立された。当年度新たに開幕されるV.LEAGUEへの参入を目指すチームとして設立され、ベルフィーユが経営悪化で解散した経験を活かし、宮城県バレーボール協会役員が代表理事となり一般社団法人を設立し、透明性のある運営母体を目指すとした。元日本代表女子監督でベルフィーユの監督を務めていた葛和伸元がチーム責任者を務め、同氏がトヨタ車体クインシーズの監督を務めていた時期に同チームでプレーしていた船崎恵視が監督に就任。そして、仙台出身の元日本代表で2016年リオネジャネイロ五輪でも正リベロとしてプレーした佐藤あり紗が日立リヴァーレより移籍加入した。
2019年3月30日ユニフォーム、新加入選手をエスパル仙台店で発表。
6月、福井県で開催された全日本6人制女子バレーボールクラブカップ選手権優勝。
9月、結成から監督を務めた船崎恵視がチームの方向性の違いを理由に退任。主将で日本代表経験ある佐藤あり紗が選手兼任監督となる。同月、岩手県一関市で開催された天皇杯・皇后杯全日本バレーボール選手権大会東北ブロックで準優勝する。

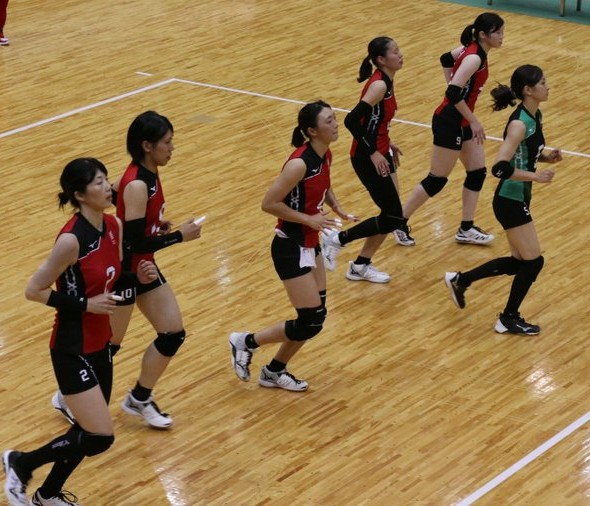
2019年9月皇后杯バレーボール大会東北ブロックより

12月2日、2020-2021年シーズンのV.LEAGUE参入のためのVリーグライセンス審査委員会の審査が通らずV.LEAGUE参入が見送られた。
2020年3月31日、雨堤みなみ、今野理子、荻野雅子の退団を発表。
2020年10月16日にS3ライセンスを取得し、2021-22シーズンからのV.LEAGUE参入が内定した。
2021年、2021-22シーズンよりV.LEAGUE DIVISION2（V2リーグ）に参入。
2022年10月12日、V.LEAGUEのS1ライセンス取得が発表された。それにより、V2で2位以内に入ればV1昇格がかかるV・チャレンジマッチに出場できることとなった。
2023年、2022-23シーズン終了をもって佐藤あり紗が方向性の違いにより監督を退任しチームを退団。
2023-24シーズンを6位で終えた。

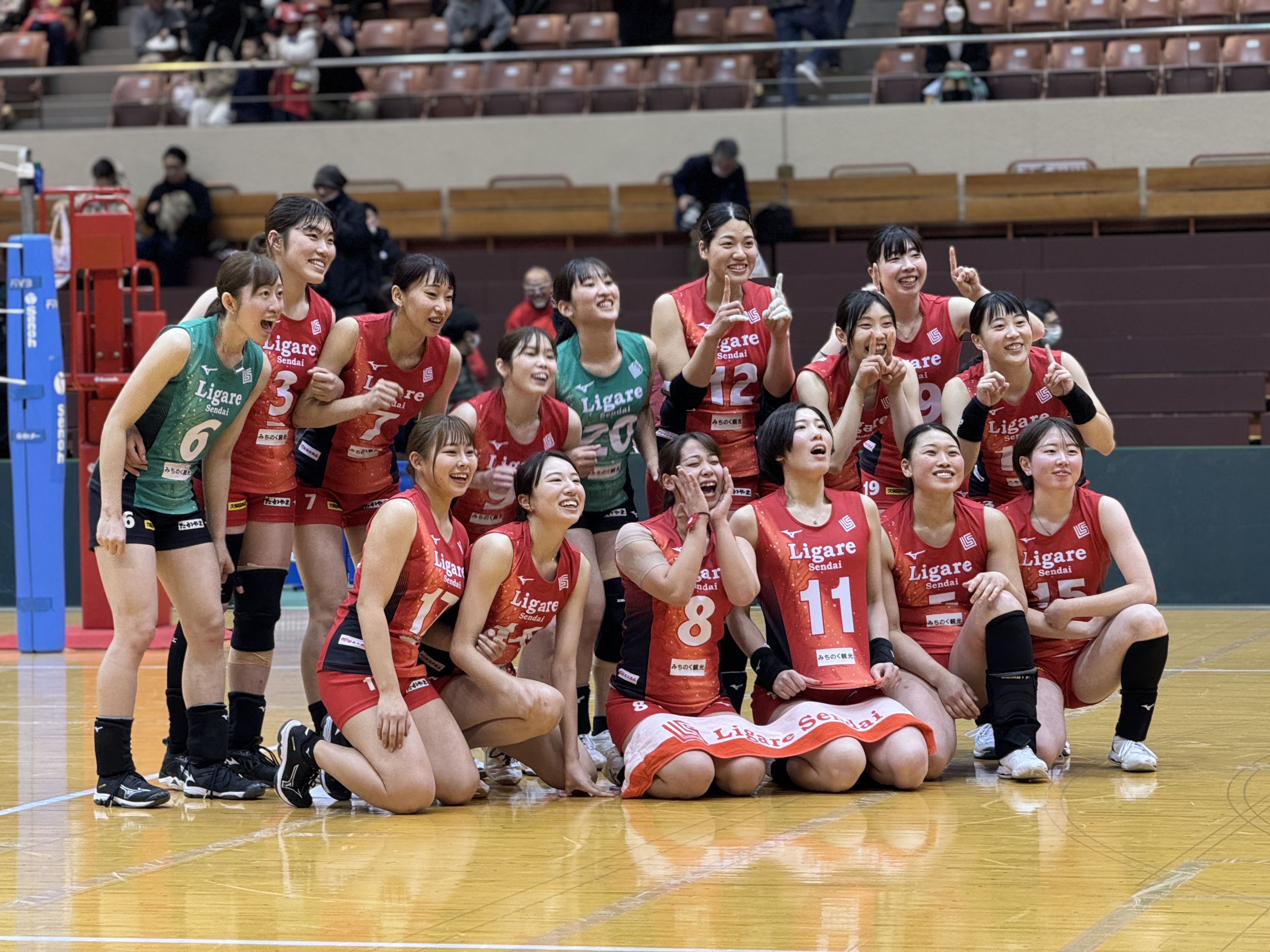
2024年3月3日、シーズン最後のホームゲームを終えた選手たち

2024年2月9日、加藤優奈とプロ契約を結んだ。
2025年3月、2025-26シーズンのVライセンス第1回判定において財務基準、人事体制・組織運営基準の2項目を問題として継続審議とされた。同年4月に行われた第2回判定において問題が解消されたとしてVライセンスが交付された。
2025年5月、事業譲渡により運営会社を「リガーレ仙台株式会社」に移行。

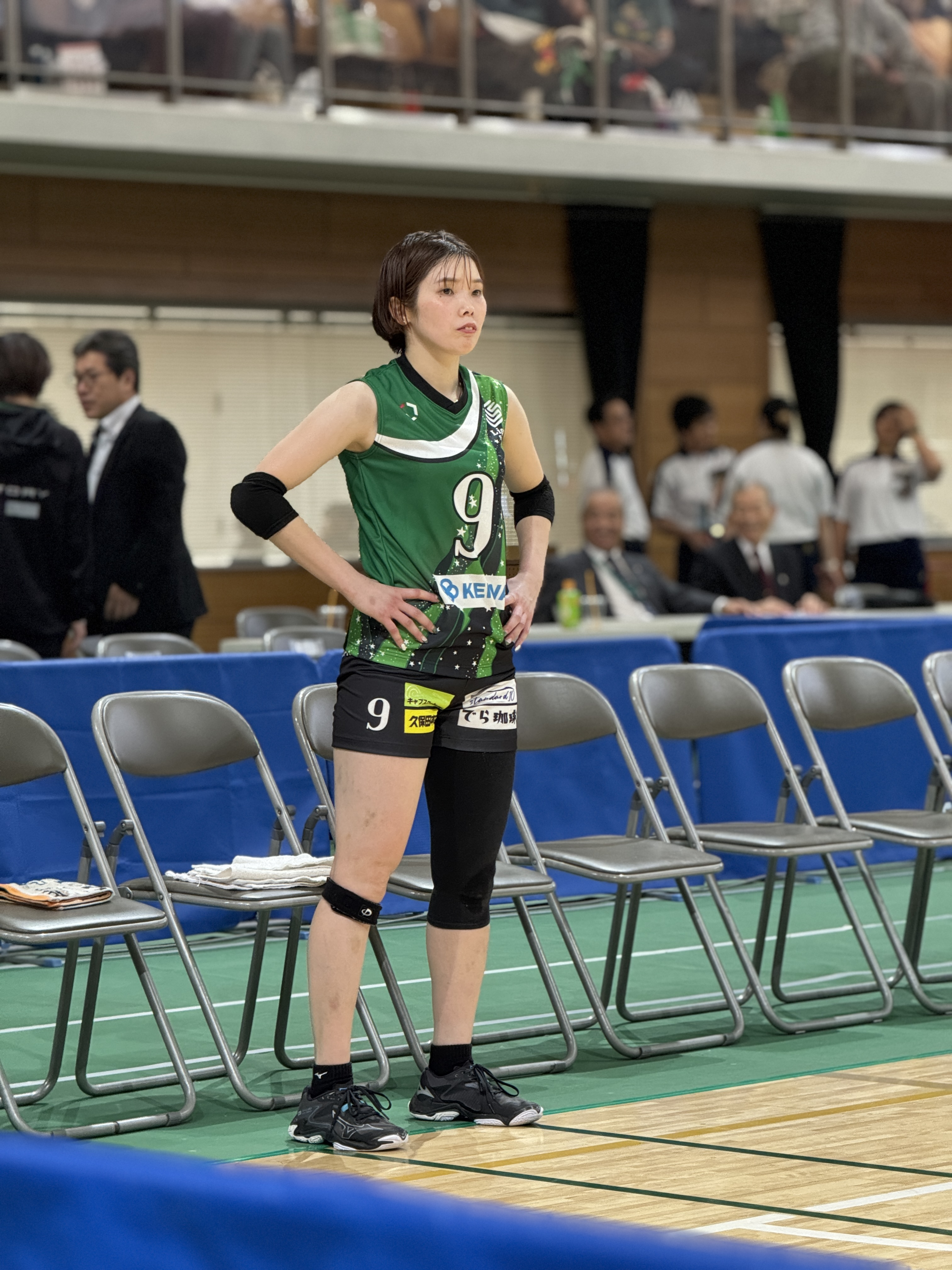
チーム唯一のプロ契約選手・加藤優奈

## 成績

### 主な成績
V.LEAGUE DIVISION2 WOMEN
- 優勝なし

### 年度別成績

#### V.LEAGUE (2018-2024)
| 所属      | 年度    | 最終 順位 | 参加 チーム数 | レギュラーラウンド | レギュラーラウンド | レギュラーラウンド | レギュラーラウンド | ポストシーズン | ポストシーズン | ポストシーズン | 備考                     |
| 所属      | 年度    | 最終 順位 | 参加 チーム数 | 順位               | 試合               | 勝                 | 敗                 | 試合           | 勝             | 敗             | 備考                     |
| --------- | ------- | --------- | ------------- | ------------------ | ------------------ | ------------------ | ------------------ | -------------- | -------------- | -------------- | ------------------------ |
| DIVISION2 | 2021-22 | 6位       | 10チーム      | 6位                | 15                 | 7                  | 8                  | -              | -              | -              | 不戦勝3、不戦敗2を含む。 |
| DIVISION2 | 2022-23 | 5位       | 11チーム      | 5位                | 20                 | 13                 | 7                  | -              | -              | -              |                          |
| DIVISION2 | 2023-24 | 6位       | 10チーム      | 6位                | 18                 | 11                 | 7                  | -              | -              | -              |                          |

#### SV.LEAGUE / V.LEAGUE
| 所属     | 年度    | 最終 順位 | 参加 チーム数 | レギュラーラウンド | レギュラーラウンド | レギュラーラウンド | レギュラーラウンド | ポストシーズン | ポストシーズン | ポストシーズン | 備考 |
| 所属     | 年度    | 最終 順位 | 参加 チーム数 | 順位               | 試合               | 勝                 | 敗                 | 試合           | 勝             | 敗             | 備考 |
| -------- | ------- | --------- | ------------- | ------------------ | ------------------ | ------------------ | ------------------ | -------------- | -------------- | -------------- | ---- |
| V.LEAGUE | 2024-25 | 3位       | 11チーム      | 2位                | 28                 | 24                 | 4                  | 1              |                | 1              |      |

## 選手・スタッフ(2025-26)

### 選手
| 背番号                                                       | 名前       | シャツネーム | 生年月日（年齢）       | 身長 | 国籍 | Pos   | 在籍年  | 前所属       | 備考       |
| ------------------------------------------------------------ | ---------- | ------------ | ---------------------- | ---- | ---- | ----- | ------- | ------------ | ---------- |
| 1                                                            | 竹氏彩乃   | TAKEUJI      | 2000年2月28日（25歳）  | 166  | 日本 | MB    | 2025年- | 広島         | 移籍加入   |
| 2                                                            | 君島彩     | KIMISHIMA    | 1998年9月21日（26歳）  | 176  | 日本 | MB    | 2024年- | 千葉         |            |
| 3                                                            | 三好愛未   | NARUMI       | 2002年10月16日（22歳） | 173  | 日本 | MB/OP | 2025年- | 尚絅学院大学 | 新人       |
| 4                                                            | 足立優愛   | YUUA         | 2001年8月10日（23歳）  | 155  | 日本 | L     | 2024年- | 帝塚山大学   |            |
| 6                                                            | 野毛かえで | NOGE         | 2000年2月17日（25歳）  | 152  | 日本 | L     | 2025年- | JAぎふ       | 移籍加入   |
| 7                                                            | 伊藤摩耶   | ITO          | 1997年2月9日（28歳）   | 174  | 日本 | MB    | 2025年- | A山形        | 移籍加入   |
| 8                                                            | 菅野智聖   | CHISATO      | 2005年11月15日（19歳） | 165  | 日本 | OH    | 2024年- | 相馬総合高校 |            |
| 9                                                            | 藤井莉子   | FUJII        | 1999年2月25日（26歳）  | 159  | 日本 | L     | 2025年- | NEC          | 移籍加入   |
| 10                                                           | 高橋蒼未   | AMI          | 2002年1月7日（23歳）   | 186  | 日本 | MB    | 2024年- | 日本大学     |            |
| 11                                                           | 片野美咲   | MISAKI       | 2001年7月28日（24歳）  | 164  | 日本 | S     | 2024年- | 福島大学     |            |
| 12                                                           | 江川優貴   | ICHI         | 1994年4月13日（31歳）  | 171  | 日本 | OP    | 2020年- | アランマーレ |            |
| 13                                                           | 加藤彩夏   | A.KATOH      | 1994年8月19日（30歳）  | 170  | 日本 | OP    | 2021年- | 浜松         | キャプテン |
| 14                                                           | 鈴木音     | NON          | 2004年2月16日（21歳）  | 171  | 日本 | OH    | 2022年- | 仙台商業高校 |            |
| 16                                                           | 高久さら沙 | SARASA       | 2003年3月2日（22歳）   | 166  | 日本 | S     | 2025年- | 神奈川大学   | 新人       |
| 18                                                           | 上沢沙織   | KAMISAWA     | 2001年12月18日（23歳） | 183  | 日本 | MB    | 2024年- | GSS東京      |            |
| 19                                                           | 立石沙樹   | SAKI         | 1996年1月11日（29歳）  | 168  | 日本 | OH    | 2023年- | 日本体育大学 |            |
| 20                                                           | 田島梨絵   | RIE          | 2000年10月5日（24歳）  | 162  | 日本 | L     | 2023年- | 中京大学     |            |
| 出典：チーム公式サイト Vリーグ公式サイト 更新：2025年7月17日 |            |              |                        |      |      |       |         |              |            |

### スタッフ
| 役職                                                                             | 名前       | 備考 |
| -------------------------------------------------------------------------------- | ---------- | ---- |
| 部長                                                                             | 村上忠     |      |
| ゼネラルマネージャー                                                             | 新妻英香   |      |
| エグゼクティブアドバイザー                                                       | 大内昭浩   |      |
| テクニカルアドバイザー                                                           | 古川靖志   |      |
| 監督                                                                             | 田中千代美 | 新任 |
| コーチ                                                                           | 石丸出穂   |      |
| コーチ                                                                           | 片岡悠妃   |      |
| チームアドバイザー                                                               | 蘇武幸志   |      |
| チームアドバイザー                                                               | 佐藤伊知子 |      |
| チームアドバイザー                                                               | 今野恵     |      |
| ドクター                                                                         | 川上純     |      |
| スポーツトレーナー                                                               | 佐藤音色   |      |
| ストレングス&コンディショニングコーチ                                            | 伊藤良真   |      |
| 出典：チーム新体制リリース チーム公式サイト Vリーグ公式サイト 更新：2024年8月4日 |            |      |